# پاساژ کی
پاساژ کی (به انگلیسی: Passage Key) منطقه حفاظت‌شده طبیعی و یک جزیره خالی از سکنه در غرب سنت‌پترزبورگ فلوریدا است. پاساژ کی از سال ۱۹۰۵ به عنوان منطقه حفاظت شده زیست‌محیطی درآمد اما بیشتر آب شیرین و پوشش گیاهی جزیره پس از طوفان خلیج تمپا ۱۹۲۱ نابود شد. امروزه جزیره به صورت یک پلاژ برهنگی درآمده است.

## حیوانات جزیره
- کاکایی خندان
- پرستوی دریایی بزرگ پشت‌سفید
- آب‌شکاف سیاه
- پرستوی دریایی تک‌زرد
- پلیکان قهوه‌ای
- صدف‌خوار[۲]